# 무함마드 알마길
무함마드 알마길(Muhammad ibn Abd al-Karim al-Maghili, ? ~ 1505년, Muhammad al-Maghili)은 알제리 출신의 이슬람 율법 학자였다. 도시에서 유대인을 쫓아내는 데 앞장섰으며 당시 실제로 많은 유대인 법당이 파괴되고 추방당했다. 그는 카노의 수장이던 무함마드 룸파의 고문이었으며 정부 고문역을 담당했다. 대표 저작인 On The Obligations of Princes을 썼다.